# استجابة عاطفية
الاستجابة العاطفية (بالانجليزية: Emotional responsivity) هي القدرة على التعرف على المحفزات العاطفية من خلال إظهار المشاعر. تُعد تغييراً حاداً في المشاعر وفقًا للحالة العاطفية للشخص.
تشير الاستجابة العاطفية المتزايدة إلى إظهار المزيد من الاستجابة للحافز. فيما تشير الاستجابة العاطفية المنخفضة إلى إظهار استجابة أقل للمنبهات. أي استجابة تظهر بعد التعرض للمنبه، سواء كانت مناسبة أم لا، تعتبر استجابة عاطفية. على الرغم من أن الاستجابة العاطفية تنطبق على الأشخاص غير المرضى، إلا أنها ترتبط عادةً بالأفراد المصابين بالفصام والتوحد .
ترتبط الاستجابة العاطفية بمفاهيم علم النفس الأوسع حول العواطف. يُظهر الناس المشاعر استجابةً للمنبهات الخارجية. تثير المنبهات العاطفية الإيجابية مشاعر المتعة مثل السعادة؛ تثير المنبهات العاطفية السلبية مشاعر الاستياء مثل الاشمئزاز والخوف. تشمل الاستجابات العاطفية على سبيل المثال لا الحصر تعابير الوجه والأنشطة العصبية الفسيولوجية. على سبيل المثال، يظهر الناس "ابتسامة" عند تعرضهم لمحفزات إيجابية و"عبوس" عند تعرضهم لمحفزات سلبية.
يسمى الشعور المرتبط بالعاطفة وجدان، والذي يمكن تصنيفه من خلال التكافؤ والتيقظ. يصف التكافؤ الدرجة التي يكون عندها الشعور متعة أو استياء. يصف التيقظ الدرجة التي يستيقظ بها الشخص من خلال المحفزات الخارجية. 

## دراسات تجريبية
تتضمن الدراسات السريرية للاستجابة العاطفية إجراءين أساسيين. أولاً، يحاول الباحثون إثارة المشاعر لدى المشاركين من خلال إشراك المشاركين في مهام محددة. بعد ذلك، يقيس الباحثون درجة استجابة المشاركين للمحفزات.
تشمل المهام المستخدمة لتحفيز الاستجابات العاطفية ما يلي:
- محفزات الصور: تتضمن هذه المهمة عرض صور ممتعة أو غير سارة للمشاركين والطلب من المشاركين تقييم مستوى الإثارة والتيقظ في الصورة. يمكن للصورة الممتعة أن تصور الجنس الآخر الشبقية ؛ يمكن أن تكون الصورة غير السارة جسدًا بشريًا محترقًا. [5] نظام الصور العاطفية الدولي هو قاعدة بيانات للصور تنشئ صورًا مصممة لإثارة مشاعر معينة.[4]
- مقاطع الأفلام : تطلب هذه المهمة من المشاركين مشاهدة مقاطع من الأفلام تثير مشاعر مختلفة. على سبيل المثال، تثير مقاطع الكوميديا مشاعر السعادة المحتملة. عادةً ما يتم تضمين المقاطع المحايدة مثل مشاهد الغابات المطيرة لتكون بمثابة عنصر تحكم.[6]
- ضائقة التجربة: تتضمن هذه المهمة من المجرب لتحفيز المشاعر من المشاركين من خلال تمثيل سيناريوهات الضيق. على سبيل المثال، يقوم المجرب بعرض تعبيرات عن الألم. [7]
- محفزات الوجه: تتضمن هذه المهمة مطالبة أحد المشاركين بمشاهدة صور الوجوه البشرية التي تعرض تعابير وجه مختلفة. سيُطلب من المشاركين بعد ذلك تقييم تجربتهم العاطفية. يعتبر تعبير الوجه بمثابة المنبهات العاطفية.
- لذيذ: في هذه المهمة، يُطلب من الطفل أن يأكل طعامًا معينًا يختاره والديه. ثم يتذوق المجرب الطعام المختار ويعرض إما تعبيرات وجه سعيدة أو مقززة. [8]
- مربع المفاجأة: تهدف هذه المهمة إلى تحفيز استجابة عاطفية من خلال فتح صندوق أمام أحد المشاركين، وعادة ما يكون طفلًا، وإظهار رد فعل "مذهول" بقول "أوه" أو رد فعل "خائف" بقول "آه". [9]

بعد تعريض المشاركين للمثيرات العاطفية، يستخدم الباحثون عادةً الطرق التالية لقياس الاستجابة العاطفية وتسجيلها وفي بعض الأحيان ترميزها :
- موصلية الجلد (النشاط الجلدي الكهربائي ): تشير موصلية الجلد إلى الإثارة العاطفية لأن زيادة إفراز العرق بسبب بعض المشاعر تزيد من مستوى التوصيل الجلدي.[10]
- الرنين المغناطيسي الوظيفي : تولد هذه التقنية صورًا عصبية لأنشطة الدماغ. يمكن للرنين المغناطيسي الوظيفي اكتشاف التغيرات الفسيولوجية العصبية في الدماغ وبالتالي المساعدة في تحديد درجة إثارة الشخص بسبب المنبه.[11] على سبيل المثال، يمكن أن تكون زيادة نشاط اللوزة مؤشرًا على الخوف. [12]
- نظام ترميز حركة الوجه (FACS): تستخدم هذه الطريقة تصنيف الوجه لقياس حركات عضلات الوجه. على سبيل المثال، يعتبر تقلص عضلة العين الدائرية مؤشرًا على السعادة. [13]
- نظام ترميز حركة الوجه التمييزي إلى أقصى حد: يستخدم هذا النظام في الغالب لقياس الاستجابة العاطفية للأطفال الصغار من خلال مطابقة تعابير الوجه المعترف بها عالميًا للعواطف. على سبيل المثال، يشير خفض الحاجبين إلى مشاعر الغضب.[14]
- التقرير الذاتي: تطلب هذه الطريقة من المشاركين تقييم مستوى التكافؤ والإثارة لديهم من خلال استبيانات مثل مقاييس التعبيرية العاطفية واستبيان بيركلي التعبيرية.[15] أظهرت الدراسات أن التقرير الذاتي قد لا يتوافق مع المقاييس الموضوعية مثل التصوير بالرنين المغناطيسي الوظيفي.[12]
- مراقبة ضغط الدم الجوال (ABPM) : أداة تستخدم لقياس ضغط الدم. تُظهر الزيادات في ضغط الدم مستويات ملحوظة من الاستجابة العاطفية.[16]

## الاستجابة العاطفية في المرض العقلي

### التوحد
يرتبط التوحد بانخفاض الاستجابة العاطفية. كانت هناك دراسة شملت ستة وعشرين طفلاً مصابًا بالتوحد وخمسة عشر طفلاً يعانون من صعوبات تعلم أخرى، أظهر فيها شخص بالغ نوعًا من المشاعر لدراسة كيفية استجابة الأطفال. ركزوا على الانتباه، ونغمة المتعة، والكمون للتغييرات في النغمة، وتم إجراء ملخص للعدوى العاطفية.
تظهر الدراسات وجود ارتباطات بين مقاييس الانتباه المشترك، والعدوى العاطفية، وشدة التوحد. تظهر النتائج أن الأطفال المصابين بالتوحد لم يظهروا تغيرات في التأثير ؛ ومع ذلك، فقد حدثت استجاباتهم أقل بكثير مما كانت عليه في مجموعات المقارنة. 
في دراسة أخرى شملت 21 مريضًا بالتوحد، أظهر تحليل نظام ترميز حركة الوجه أن الأشخاص المصابين بالتوحد يظهرون استجابة أقل للوجه عند مشاهدة الأفلام المثيرة للذكريات. على وجه التحديد، عند مقارنتها بالمجموعة الضابطة، لا تظهر مجموعة التوحد الحركات العضلية الأكثر تعقيدًا وتظهر استجابات وجهية أقل تباينًا عند تعرضها للمثيرات. تؤكد هذه الدراسة أن التوحد يعيق التفاعل الاجتماعي والإدراك. 

### انفصام الشخصية
يؤثر الفصام على الاستجابة العاطفية عن طريق الحد من قدرة الشخص على المتعة وإحداث تأثير ضعيف. عادة ما يكون لدى المرضى استجابة عاطفية متزايدة للاستياء وانخفاض الاستجابة العاطفية للمتعة. أظهرت دراسة شملت 22 مريضًا خارجيًا أن مرض انفصام الشخصية يزيد من الاستجابة العاطفية للمنبهات السلبية المنخفضة الإثارة بينما يقلل من الاستجابة العاطفية للمنبهات الإيجابية عالية الإثارة. يُظهر الأشخاص المصابون بالفصام تعبيرات وجه أقل عند مشاهدة الأفلام المثيرة للذكريات.
هناك اختلافات في مستوى الإثارة للمثيرات بين الفصام المصحوب بجنون العظمة والفصام غير المصحوب بجنون العظمة. زاد المرضى غير المصابين بجنون العظمة من الاستجابة العاطفية السلبية وقللوا من مستويات الاستثارة العاطفية الإيجابية. وبالمقارنة، فإن الفصام المصحوب بجنون العظمة قد زاد من الاستجابة العاطفية لمنبهات الاستثارة المنخفضة وانخفاض الاستجابة للمنبهات عالية الإثارة. تدعم هذه الدراسة أن الفصام يزعج التجربة العاطفية. 

### إصابات الدماغ الرضية(TBI)
ترتبط إصابات الدماغ الرضية بانخفاض الاستجابة للمنبهات العاطفية السلبية. تستخدم دراسة شملت واحد وعشرين فردًا من إصابات الدماغ الرضية محفزات صورية لإثبات أن الأشخاص الذين يعانون من إصابات الدماغ الرضية لديهم استجابة عاطفية طبيعية للصور الممتعة ولكنهم يظهرون استجابات محدودة للصور غير السارة. التفسير المحتمل هو أن الإصابات الدماغية الرضية تضر الأسطح البطنية للفصوص الأمامية والصدغية، وهي مناطق مرتبطة بالمعالجة العاطفية. 

### القلق من الرياضيات
يصف القلق من الرياضيات الموقف الذي يشعر فيه الشخص بالضيق الشديد بسبب المحفزات الرياضية. أظهرت دراسة شملت تقنيات الرنين المغناطيسي الوظيفي و40 طالبًا أن الأشخاص الذين يعانون من القلق من الرياضيات قد زادوا من الاستجابة العاطفية لمحفزات الرياضيات. تشير الدراسة إلى أنه عند التعرض لمحفزات متعلقة بالرياضيات، فإن نشاط اللوزة يزيد في دماغ المشاركين، مما يقلل من عتبة الاستجابة لتهديد محتمل. علاوة على ذلك، فإن المشاركين الذين يعانون من القلق من الرياضيات ينفصلون عن المحفزات الرياضية ويتجنبون المنبهات الرياضية أكثر من الصور ذات التكافؤ السلبي مثل الذراع النازفة. تشير الدراسة إلى أن القلق من الرياضيات يشبه الأنواع الأخرى من الرهاب من حيث زيادة اليقظة والاستجابة لمحفزات معينة. 

### اضطراب ما بعد الصدمة(PTSD)
يؤثر اضطراب ما بعد الصدمة على الاستجابة العاطفية. أظهرت دراسة أن الأشخاص الذين يعانون من اضطراب ما بعد الصدمة الشديد يتعاطون مواد أكثر بكثير من غيرهم ويواجهون صعوبات في التحكم في عواطفهم. تم العثور على عدم القدرة على تنظيم عواطفهم لأعراض اضطراب ما بعد الصدمة ومشاكل تعاطي الكحول والمخدرات.

## الاستجابة العاطفية في تعاطي المخدرات

### الرضع المعرضون للكوكايين
يؤدي استخدام الكوكايين أثناء الحمل إلى حدوث أضرار عصبية للجنين ومشاكل سلوكية عصبية للرضع. شارك 72 رضيعًا في دراسة حيث تعرض 36 رضيعًا للكوكايين قبل الولادة. أظهرت النتائج أنه بالمقارنة مع المجموعة الضابطة، فإن الأطفال المعرضين للكوكايين قد قللوا من الاستجابة العاطفية، حيث أظهروا تعبيرات أقل عن الفرح والاهتمام والمفاجأة والغضب والحزن. على وجه التحديد، قللت المجموعة المعرضة للكوكايين من الاستجابة للمنبهات العاطفية الإيجابية، مما يشير إلى أن التعرض للكوكايين أثناء الحمل يقلل من الشعور بالبهجة. 

### إدمان الكحول
يضعف استهلاك الكحول المعالجة العاطفية وبالتالي يؤدي إلى استجابات غير طبيعية للمنبهات البيئية. أظهرت دراسة شملت 42 من مدمني الكحول الممتنعين و46 غير مدمن على الكحول أن مدمني الكحول عادة ما يكون لديهم استجابة عاطفية أقل للمثيرات المثيرة والسعيدة والمكروهة والبشعة. ومع ذلك، فإن التحليل المتعمق لصور الرنين المغناطيسي الوظيفي يكشف عن الاختلافات بين الجنسين. قلل الرجال المدمنون على الكحول من الاستجابة العاطفية بينما زادت النساء المدمنات على الكحول من الاستجابة العاطفية للمنبهات العاطفية الإيجابية. تشير الدراسة إلى أن الاختلاف بين الجنسين يرتبط باختلالات وظيفية مختلفة في المعالجة العاطفية في المناطق القشرية، وتحت القشرية، والمخيخية في الدماغ. 

### أشباه أفيونيات
أظهرت المواد الأفيونية أنها تساعد في تقليل الاستجابة العاطفية السلبية. وجدت دراسة شملت 21 شخصًا يستخدمون المواد الأفيونية و21 شخصًا لا يستخدمون المواد الأفيونية أن أولئك الذين يتعاطون العقار قد قللوا من مستويات الاكتئاب والغبطة مقارنة بالمجموعة الأخرى. يميل أولئك الذين يتعاطون الدواء إلى إظهار عاطفة أقل. 

## الاستجابة العاطفية في العوامل الاجتماعية

### التفاعل الاجتماعي
يقال إن الاستجابة العاطفية لها ارتباط فريد بالتفاعل الاجتماعي. تشير الدراسات إلى أن التفاعل الاجتماعي، خاصة في المنزل، يمكن أن يؤثر على طريقة استجابة الطفل للمنبهات العاطفية. على سبيل المثال، إذا نشأ الطفل في منزل حيث أدت العروض العاطفية إلى العقاب أو النقد السلبي، فسيكون لدى الطفل ميل لإيجاد طرق لإخفاء عواطفه.

### الحرمان من النوم
تم ربط مشاكل النوم عند الأطفال بالعديد من مشاكل الصحة الجسدية والعقلية في وقت لاحق في مرحلة البلوغ وخلق خطر أكبر للمشاكل العاطفية والسلوكية عند الأطفال. لم تتمكن الدراسات من ربط الوظائف الفسيولوجية باضطرابات النوم بهذه العواقب النفسية.  كانت المسؤولية العاطفية والاستجابة والاستجابات النفسية لمنبهات الصورة الإيجابية والسلبية نتيجة للحرمان من النوم.
يستخدم الأطباء اليوم التصوير العصبي لربط العلاقة بين النوم والآليات العصبية التي تسبب استجابة عاطفية عند الأطفال. نتج عن هذه الدراسات، "بشكل عام، تم العثور على الارتباطات الأكبر والأكثر شمولاً المتعلقة بالنوم لأي عاطفة لتعبيرات الاشمئزاز". 

## العلاج

### علاج تنظيم المشاعر (ERT)
علاج متطور يجمع بين مبادئ العلاج المعرفي التقليدي والمعاصر. يهدف علاج تنظيم المشاعر إلى فهم ومساعدة الأفراد المصابين بالأمراض العقلية. وأظهرت التجارب دعمًا لاستخدام العلاج بالعلاج التعويضي لأنه أظهر نتائج أفضل من العلاجات القائمة بالفعل.